# Miguel Hidalgo, Centla
Miguel Hidalgo är en ort i Mexiko.   Den ligger i kommunen Centla och delstaten Tabasco, i den sydöstra delen av landet, 700 km öster om huvudstaden Mexico City. Antalet invånare är 190.
Terrängen runt Miguel Hidalgo är mycket platt. Havet är nära Miguel Hidalgo åt nordost. Runt Miguel Hidalgo är det ganska tätbefolkat, med 67 invånare per kvadratkilometer. Närmaste större samhälle är Tamulte de las Sabanas, 14,3 km väster om Miguel Hidalgo. Trakten runt Miguel Hidalgo består till största delen av jordbruksmark.